# Edge of Darkness
Edge of Darkness er en film fra 2010, instrueret af Martin Campbell. Mel Gibson spiller Thomas Craven, en enlig far og erfaren kriminalbetjent i Bostons drabsafdeling. Da hans datter bliver dræbt, formodes Thomas at være målet. Det går dog op for ham, at Emma rent faktisk kan have været målet, og han kaster sig nu ud i en livsfarlig efterforskning.